# Georges Legrain

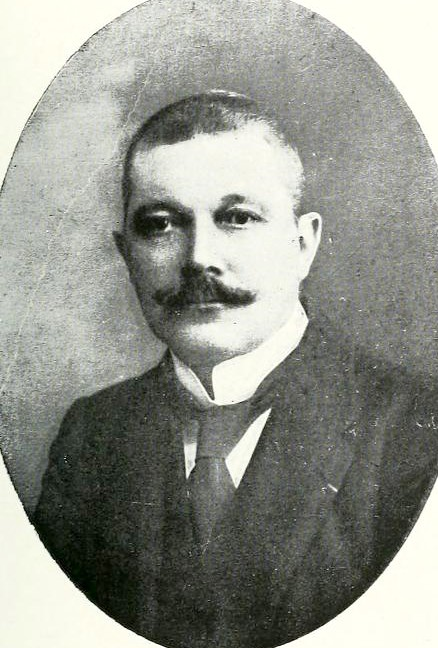
George Legrain 1865–1917

Georges Legrain (* 4. Oktober 1865 in Paris; † 22. August 1917 in Luxor) war ein französischer Zeichner und Ägyptologe.

## Jugend und Ausbildung
Sein Vater besuchte mit dem Jungen oft die ägyptische Abteilung des Louvre, so dass er bereits in der Jugend sein Interesse an der Ägyptologie entdeckte. Von 1883 bis 1890 war er Student der École nationale des Beaux-Arts und Schüler des Malers Jean-Léon Gérôme und beschäftigte sich außerdem mit der Archäologie und antiken Architektur. Er besuchte Vorlesungen der École du Louvre, der Sorbonne und dem Collège de France, wo er die damaligen Ägyptologen Paul Pierret, Eugène Revillout, Maxence de Rochemonteix (1849–1891) und Gaston Maspero hörte. Sein erster Artikel erschien 1887 über die Analyse eines Papyrus in demotischer Schrift. Im Louvre katalogisierte er einige Sammlungen ägyptischer Antiquitäten. 1890 bis 1892 beauftragte ihn die Bibliothèque Nationale, ihre Münzen und Medaillen zu katalogisieren. Legrain lebte jedoch nach wie vor von seinem Beruf als Kunstmaler und unterhielt ein Atelier in der Rue du Cherche-Midi.

## In Ägypten als Zeichner
1892 bot sich ihm die Gelegenheit, nach Kairo zu gehen, um als Mitglied des dortigen Institut français d’archéologie orientale (IFAO) unter Urbain Bouriant als Zeichner zu arbeiten. Alle Archäologen benötigten Zeichner und Maler, um ihre Funde zu dokumentieren. Jacques de Morgan, neuer Leiter des Service des Antiquités, forderte seine Mitarbeit für seinen Catalogue des Monuments et Inscriptions de l’Egypte. Legrain arbeitete am ersten Band über die Graffiti in der Umgebung von Assuan, malte ein Aquarell vom Kloster St. Siméon und zeichnete die Gräber von Qubbet el-Hawa. Danach ging es nach Kom Ombo, wo er mit Urbain Bouriant, Gustave Jéquier und Alessandro Barsanti den ganzen Tempel zeichnete und weiter nach Edfu. Von 1893 bis 1894 arbeitete er wieder mit Bouriant und Jéquier, dieses Mal an den Felsengräbern von Tell el-Amarna. Im Frühjahr 1895 benötigte ihn de Morgan in Dahschur, wo dieser den Schmuck von zwei Prinzessinnen entdeckt hatte, von dem Legrain schöne Aquarelle anfertigte. Legrain arbeitete mit einer erstaunlichen Geschwindigkeit und hatte ohne Mühe die notwendige Präzision und Sicherheit erlangt. Im November 1894 ernannte de Morgan ihn zum „Inspecteur-dessinateur“. 
Inzwischen hatte er Arabisch gelernt und de Morgan beauftragte ihn mit Arbeiten in Karnak. Legrain begann damit eine der Hauptachsen zu räumen. Er ahnte nicht, dass Karnak seine Hauptaufgabe werden würde.
Zur Vorbereitung eines weiteren Bandes des „Catalogue des Monument“ kopierte er die Inschriften von Gebel Silsileh. Danach begab er sich in die Oase Charga mit der Absicht, in der Wüste Silex-Werkzeuge oder Pfeilspitzen (auch Feuerstein oder Flint) zu finden. Er war einer der ersten, der auf diese prähistorische und archaische Zeit hinwies. 1896 nahm Jacques de Morgan diese Hinweise auf und reiste in Begleitung von Legrain und dem Maler Georges Jules Victor Clairin in den Sinai, wo dieser als studierter Bergbauingenieur und Geologe die Gesteinsschichten des Wadi Maghara untersuchte. 
Am 24. Oktober 1898 heiratete er Jeanne-Hélène Ducros, Tochter eines Apothekers in Kairo. Aus der Ehe gingen zwei Söhne hervor, die 1901 und 1907 in Kairo geboren wurden.

## Sein Lebenswerk: Karnak

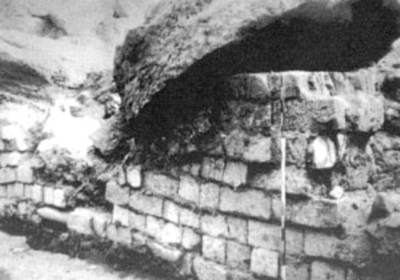
Fundament des großen Säulensaals in Karnak mit eingestürzter Säule

Im November 1895 übertrug ihm Jacques de Morgan, Direktor des Service des antiquités, die neu geschaffene Stelle eines Aufsehers über die Wiederherstellung der riesigen Tempelanlage von Karnak. Für diese immense Aufgabe sollte er die folgenden 22 Jahre die Verantwortung tragen.
Am 3. Oktober 1899 stürzten in einer Kettenreaktion 11 der über 20 m hohen Säulen des Nordflügels der Hypostylhalle ein. Die alten Fundamente bestanden aus kleinen Sandsteinblöcken, von den Ägyptologen „talatat“ genannt, die nun dem riesigen Gewicht der 134 Säulen mit dem Dach nicht mehr standgehalten hatten. Der Sandstein war durch Erosion und salzhaltigem Grundwasser so angegriffen, dass Legrain nunmehr für jede Säule ein neues Fundament aus neuen Steinen mit Verstärkungen durch Eisen bauen musste. Die Beendigung dieser Arbeit für die 11 Säulen gibt er mit dem 15. Mai 1902 in den „Annalen“ an. Auch im Südflügel wurde später das Fundament Säule für Säule erneuert, während die Säule stehen blieb.

### Entdeckung der Cachette

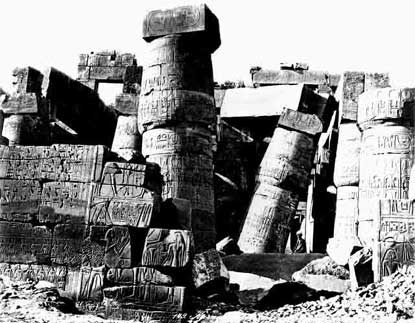
Die große Säulenhalle in Karnak um 1900 (Foto: Legrain)

1903 fand Legrain bei Ausgrabungsarbeiten in einem Hof beim 7. Pylon das berühmt gewordene „cachette“ (Versteck). Im Laufe von vier Jahren brachte er aus dem Wasser und Schlamm mehr als 750 Statuen aus Stein und ca. 18.000 unterschiedliche Objekte aus Bronze aus verschiedenen Zeitaltern ans Licht, die mit zu den schönsten Objekten gehören, die jemals in Ägypten gefunden wurden. In mühsamer Arbeit katalogisierte Legrain die einzelnen Stücke. Danach gingen sie an das Museum in Kairo. In der Zwischenzeit wurden einzelne Stücke an andere Museen oder Sammlungen verkauft. Erst 2006 begann die IFAO mit dem Projekt „Karnak Cachette“ mit dem Ziel, eine wissenschaftliche Datenbank im Internet über alle aufgefundenen Objekte zu erstellen. 2008 wurde ein Kooperationsvertrag unterzeichnet zwischen dem Supreme Council of Antiquities (SCA), vertreten durch deren Generalsekretär Zahi Hawass, und der IFAO, vertreten durch deren Direktor, Laure Pantalacci. Ein wissenschaftliches Komitee unter dem Vorsitz von Professor Ali Radwan sollte die Arbeit überwachen. Die von Legrain entdeckten Stücke wurden mit „K“ gekennzeichnet.
Als einziger Europäer vor Ort leitete Legrain die Baustelle mit bis zu 700 Arbeitern. Daneben musste er Pläne zeichnen, mit den Behörden vor Ort verhandeln, die Fundstücke registrieren und kopieren und die zutage geförderten Inschriften übersetzen sowie alles für die jährlichen Berichte an den Antikendienst über den Fortschritt seiner Arbeit für die Veröffentlichung in den „Annales du Service des antiquités de l’Egypte“ (ASAE) fertigstellen. Eine Abwechslung boten wichtige und unwichtige Besucher, denen er gerne „seinen“ Tempel zeigte. Während der langen Jahre litt er unter der Hitze, der Isoliertheit und oftmals unter der Hierarchie. Von 1899 bis 1914 war Gaston Maspero Direktor des Antikendienstes und musste die benötigten Mittel für die Arbeiten an der Tempelanlage bereitstellen. Legrain musste die erforderlichen Maßnahmen mit Maspero absprechen. Dennoch arbeitete Legrain unermüdlich an seiner Aufgabe: der Rettung der Tempel von Karnak.
Der Ausbruch des Ersten Weltkriegs führte zum Stillstand der Arbeiten in Karnak.
1915 wurde Legrain Chefinspektor für Oberägypten und begann – zweifellos etwas unvorsichtig – mit Arbeiten an der Tempelanlage von Luxor. Hierbei zog er sich eine tödliche Krankheit zu und verstarb in wenigen Tagen am 22. August 1917 in seinem Haus in Karnak. Er wurde auf dem katholischen Friedhof von Kairo beigesetzt.
Seine wichtigsten Aufzeichnungen sind verloren gegangen. Jedoch erwies er sich als ausgezeichneter Fotograf, so dass heute mehr als 1200 Negative – leider verteilt über verschiedene Orte – Zeugnis von seiner unermesslichen Arbeit geben können. Sein Nachfolger als Chefinspektor wurde Maurice Pillet, der dann ab 1920 auch die Arbeiten in Karnak wiederaufnahm.

## Schriften
- mit Jacques de Morgan, Urbain Bouriant, Gustave Jéquier, A. Barsanti: Catalogue des monuments et inscriptions de l'Egypte antique. 3 Bände (De la frontière de Nubie à Kom Ombos, Kom Ombos), Holzhausen, Wien 1894–1909.
- mit Jacques de Morgan: Fouilles à Dahchour. 2 Bände, Holzhausen, Wien 1895, 1903.
- L'aile nord du pylône d'Aménophis III a Karnak. Leroux, Paris 1902.
- Statues et statuettes de rois et de particuliers. 3 Bände, Institut Franaçis d'Archéologie Orientale, Kairo 1906–1925, (Catalogue général des antiquités égyptiennes du musée du Caire).
- Louqsor sans les pharaons. Légendes et chansons populaires de la Haute Égypte. Vromant, Paris 1914.
- Friedrich Preisigke: Ägyptische und griechische Inschriften und Graffiti aus den Steinbrüchen des Gebel Silsile (Oberägypten): nach den Zeichnungen von Georges Legrain. Trübner, Strassburg 1915.
- Les Temples de Karnak. Vromant, Brüssel 1929.
- Une Famille copte de Haute-Egypte. Brüssel 1945.